# Giáo hoàng Dôsimô
Zosimas (Tiếng Việt: Dôsimô; Tiếng Anh: Zosimus) là Giáo hoàng kế nhiệm giáo hoàng Innocent I và là vị giáo hoàng thứ 41. Ông được suy tôn là thánh của Giáo hội Công giáo. Theo niên giám tòa thánh năm 1806 thì ông được bầu làm Giáo hoàng vào năm 417 và ở ngôi trong 1 năm, 9 tháng và 9 ngày. Niên giám tòa thánh năm 2003 xác định triều đại của ông bắt đầu từ ngày 18 tháng 3 năm 417 cho tới ngày 26 tháng 12 năm 418.

## Sự nghiệp
Theo Liber Pontificalis thì Zosimus có gốc Hy Lạp (Masuraca) và tên của người cha là Abram. Harnack (Sitzungsberichte der Berliner Akademie, 1904, 1050) đã suy ra gia đình ông có nguồn gốc Do Thái. Tuy nhiên những thông tin về gia đình của các vị Giáo hoàng trong thời kỳ này được ghi "Liber Pontificalis" không phải lúc nào cũng chính xác. (Duchesne, "Histoire ancienne de l'église", 111, 228, note).
Không có gì được biết về vị Giáo hoàng này trước khi ông được bầu làm Giáo hoàng. Cuộc bầu cử đã diễn ra vào ngày 18 tháng 3 năm 417 với sự tham gia của Patroclus, Giám mục của Arles – người đã thay thế Heros (Giám mục của Arles từ 408 – 412). Patroclus đã đạt được niềm tin của tân Giáo hoàng. Ngày 22 tháng 3, ông đã nhận được một lá thư Giáo hoàng giao cho ông quyền giám quản tông tòa trên các Giám mục xứ Gaule (bao gồm Viennensis và Narbonensis I, II) và là người đại diện tòa thánh ở Gaul. Chính điều này đã khiến cho ông vấp phải sự chống đối của các Giám mục Gaul. Các giáo sĩ của Gallic không được phép đến Roma mà không có giấy xác nhận của Patroclus.
Không lâu sau khi Zosimus đắc cử Giáo hoàng, Pelagius (360 - 422)và Celestius – những người đã bị Giáo hoàng Innocent I lên án - đã tới Roma để tự biện minh trước tân Giáo hoàng. Sự đón tiếp của Giáo hoàng và bạn cho họ sự xá giải là một sai lầm nhất là khi các sai lầm của họ vừa được tố giác, đặc biệt bởi Augustinô Hippônê. Mùa hè năm 417, Zosimus đã tổ chức một cuộc họp các giáo sĩ ở Roma tại thánh đường Basilica Of Clement, trong đó có cả Celestius. Tại công đồng Cartagô, Giáo hoàng Zosimô đã quay lại với quá khứ và kết án Pelagius và Celestius. Pelagius nại đến công đồng, song không được ai nghe. Hoàng đế Honorius (395 - 425) cũng đồng ý kết án lạc thuyết và đe nếu cố chấp sẽ phải đi đày.
Giáo hoàng Zosimus được coi là người có nhân cách mạnh mẽ và quan tâm đến quyền lợi của Giáo hội, chống lại sự can thiệp của bên ngoài. Với quan niệm luân lý khắt khe, ông không cho những người con ngoại hôn được đào tạo thành linh mục. Triều đại Giáo hoàng của ngài ngắn ngủi và trắc trở do sự bành trướng của lạc giáo Pelagian. Zosimo đã được chôn cất trong thánh đường San Lorenzo fuori le Mura. Tại đây, sau đó cũng là nơi an nghỉ của các Giáo hoàng Sixtus III, Hilary và Pius VIII. Ông được Giáo hội mừng lễ vào ngày 26 tháng 12.